# Vers l'armée de métier
 (février 2016).
Vers l'armée de métier est un ouvrage de stratégie militaire écrit par Charles de Gaulle, paru en 1934. 

## Contexte
Après la Première Guerre mondiale, le pacifisme gagne la société française, et l'idée de la supériorité de l'armée française se répand dans le peuple comme dans les élites de l'armée. Mais cette supériorité est illusoire, et la victoire de 1918 empêche de voir les changements majeurs apportés dans la conduite de la guerre par l'apparition des chars. L'infanterie est toujours au cœur de l'outil militaire français, alors que les chars ne sont pas vus comme une arme autonome.

## Contenu

### Pourquoi?
D'emblée, de Gaulle commence par une citation de Napoléon : la politique d'un État est dans sa géographie. Or la France est particulièrement vulnérable aux invasions depuis sa façade nord-est et une force armée solide lui est indispensable. Dans cet ouvrage, Charles de Gaulle propose un projet de réforme et de modernisation de l'armée. La motorisation et la combinaison du feu et du choc en sont des idées phares. 
L'idée est que la ligne Maginot, une défense immobile bien qu'imposante, ne peut protéger efficacement la France en cas d'attaque brutale, et que la défense du territoire national nécessite une armée d'active mieux constituée. 

### Comment?
Pour cela, il préconise la constitution d'un corps de manœuvre de 6 divisions cuirassées (DCR) dotées chacune de 500 chars, utilisées en groupes, pour produire la rupture du front ennemi ; chaque DCR serait également dotée d'un régiment d'artillerie et d'un autre du génie de façon à agir en toute autonomie. Ce corps serait composé d'engagés volontaires professionnels et non plus d'appelés.
Il souligne également l'importance de l'aviation.
De Gaulle insiste beaucoup sur la sélection et la formation des chefs : « la véritable école du commandement est donc la culture générale. Par elle la pensée est mise à même de s'exercer avec ordre, de discerner dans les choses l'essentiel de l'accessoire, d'apercevoir les prolongements et les interférences, bref de s'élever à ce degré où les ensembles apparaissent sans préjudice des nuances. Pas un illustre capitaine qui n'eût le goût et le sentiment du patrimoine de l'esprit humain. Au fond des victoires d'Alexandre, on retrouve toujours Aristote. »
Il conclut le livre par le rappel que l'armée est indispensable à la crédibilité d'un État : « la force reste plus nécessaire que jamais aux nations qui veulent vivre (...) le corps militaire est l'expression la plus complète de l'esprit d'une société (...) car l'épée est l'axe du monde et la grandeur ne se divise pas. »
Pour lui, il faudrait également se saisir de la Sarre pour accéder à ses ressources en charbon.

## Critique
Si l'ouvrage parle du rôle de l'aviation, il ne mentionne pas le couple char-avion, qui devrait initier l'offensive, pour laisser place aux chars puis à l'infanterie et qui sera le clé du succès de la Blitzkrieg.
Malgré ses imperfections, si cette stratégie avait été menée à bien en temps utile, l'occupation de la Rhénanie en 1936, de l'Autriche et des Sudètes en 1938, et de la Pologne en 1939, aurait été beaucoup plus risquée pour Hitler. En effet, ce corps de manœuvre, positionné le long de la frontière allemande, immédiatement mobilisable, aurait permis à la France de prendre des gages territoriaux en Rhénanie ou dans le Bade-Wurtemberg, en cas de violation des traités.  D'autre part, l'un des seuls succès provisoires obtenus par l'armée française en mai 1940 le sera par de Gaulle lui-même à Montcornet en appliquant cette stratégie.

## Accueil par le pouvoir politique et militaire en France
La réaction du pouvoir politique fut, à l'exception notable de Paul Reynaud, très négative : Léon Blum et les partis de gauche reprochèrent à de Gaulle de sortir de son rôle et de vouloir constituer une armée pour un coup d'État : dans sa critique, Léon Blum parle de "néoboulangisme" en faisant allusion aux tentatives de coup d'état du général Boulanger ; quant aux militaires, notamment le général Weygand, ils soulignaient le risque de diviser en deux parties très différentes, une armée qui devait rester unie ; l'État-Major restait fidèle à l'utilisation linéaire des blindés qui devaient accompagner et soutenir l'infanterie. 

## Accueil à l'étranger
Vers l'armée de métier sera rapidement traduit et publié en Allemagne, où son thème sera rapproché des idées du général Hans von Seeckt. Son traducteur, écrivant sous le pseudonyme de Gallicus, considérait ainsi que : « le véritable protagoniste de ces idées est le général von Seeckt qui, dans le chapitre 'armées modernes', de son livre Gedanken eines Soldaten, traite des mêmes questions, et a visiblement beaucoup influencé de Gaulle. » Ce livre sera également traduit en russe en 1935, à l'initiative du maréchal Toukhachevski, lui-aussi adepte de la stratégie des divisions blindées. En Grande-Bretagne, le général Fuller et aux États-Unis, les généraux Patton et Eisenhower défendront les mêmes idées.

### Sources primaires
- Charles de Gaulle, « Vers l'armée de métier », Revue politique et parlementaire, t. 155, no 462,‎ 10 mai 1933, p. 288-302 (lire en ligne).